# Мишечкин, Евгений Сергеевич
Евгений Сергеевич Мишечкин (родился 27 июня 1997 в Москве) — российский регбист, правый столб команды «Динамо» (Москва) и сборной России.

## Карьера

### Детская спортивная школа
С 9 лет играл в ДЮСШ «Марьино», позднее полностью состав команды перешел в ГБОУ ДЮСШ  № 103 «Южное Тушино». В 2013 году стал членом сборной Москвы в составе которой стал серебряным призером VI летней Спартакиады молодежи.

### Клубная
В команде «Слава» дебютировал в июле 2016 года в возрасте 19 лет. В сезоне 2017 стал игроком основы и привлек внимание тренерского штаба Сборная России по регби.
26 марта 2023 перешёл в клуб «Динамо» (Москва).

### В сборной
Последовательно играл за сборные U-18, U-19 и U-20. В 2017 году впервые был приглашен на учебно-тренировочный сбор перед турниром Кубок Наций World Rugby. Принял участие в этом турнире, дебютировав за сборную в матче против Намибии, выйдя на замену вместо Владимира Подрезова.